# 美國內戰起因

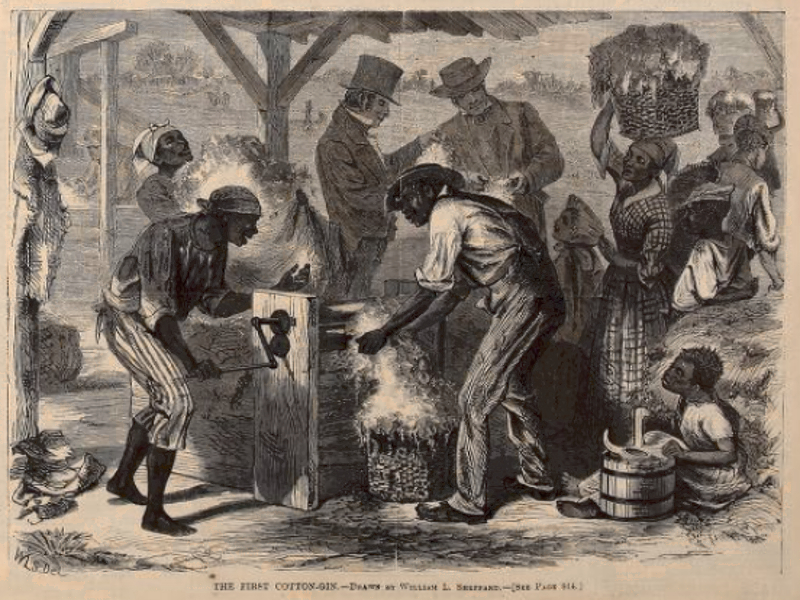
19世紀的美國南方依靠黑人奴隸生產棉花，圖為棉花採收情形。

美國內戰的爆发肇始於美國在內戰之前時期相互糾結的數項爭議，如奴隸制、領土擴張主義、區域主義、以高關稅保護美國北方工業、經濟與政黨政策等。美國在版圖急遽膨脹後，不得不面對應將新領地拓殖為「蓄奴州」或「自由州」的問題。最後終因國內的奴隸主勢力衰退、南北雙方在經濟上與社會上無法掩飾的歧異，乃至在各州是否有權退出聯邦等問題上意見相左，從而爆發內戰（1861年－1865年）。
內戰前夕，美國清楚的分為一國四區：東北地區（即今新英格蘭）工商業型經濟增長，且人口密度增加；西北地區（即今美國中西部）自耕農擴展迅速；東南方地區主要為墾殖農場，但在某些地域經濟衰退；西南方地區棉花產業爆炸性增長，迅速的程度一如當時美國疆域之拓展。
當時的美國東北與西北方雇用自由工人，但東南與西南方使則用奴工，這樣的全國性社會與經濟結構上的歧異，在19世紀中期導致南北雙方對社會遠景的看法互異。
在戰前一段時日，對政府之存續、利益上之折衝、與對大幅增加的新領土之看法等範疇內，美國憲法提供了規範這些衝突的基礎。奴隸制度在道德上的爭議雖長久不衰，但各政黨為維持全國的整體性，皆淡化了自身反對奴隸制的立場，於是產生了1820年的密蘇里協議與1850年協議。
19世紀中期，因著群眾民主在北方勃興、舊式第二黨體制崩解、1840年代疆域的擴張、與有害且具敵意的地域觀念，使美國國內的政治人物越來越難以凝聚區域性共識。1850年代，美國共和黨與其技巧純熟的政治人物們，藉多樣的政治活動興起成為區域性的多數黨，工業化的北方轉變為勞務自主的資本主義性格。1857年經濟大恐慌使地區性緊張關係更加惡化，且促使共和黨在1860年的選舉勝出。1860年的美國總統當選人林肯，在南方遭遇蓄奴既得利益者們堅強的民意抵抗，引發南方數州脫離聯邦。林肯以戰爭手段維護聯邦的統一。
許多合眾國史的編纂者長久以來將這場事關奴隸制度存廢以及分離與否的衝突視為「美國二次革命」——一個美國跨入現代工業社會的革命性分水嶺。

## 廢奴主義兴起
在北方，反蓄奴運動於1830～40年代聲勢大起。北方社會當時在社會與政治改革主義二者的刺激下，歷經鉅變。而在北方經歷著先期的工業發展與都市化時，整體的美國的生活正面臨著嚴苛的變化。改革者一般是受緬懷過去的情懷所驅使，而當時的許多改革家們致力於創新或改進社會制度，以面對新時代的來臨。當時改革家們所推動的，改善監獄與收容所，便是一例。
為求瞭解當時與改革運動同時興起的反蓄奴運動，必須注意到美國社會上與經濟上的結構性改變與其內涵。當時的結構性改變包含了經濟整合與政治重整、自勞力密集朝向資本密集的發展趨勢、與市場導向式資本關係的散播。工業革命的全球性發展並不侷限於美國；產權觀念以及消費品與舊式農業社會的連繫（例如：貴族式的傳統、類封建式的社會佈局、以及在個人主義上，與他人的多重關係）逐漸斷裂崩解。社會與經濟兩者的壓力相互糾結，在在需要一種價值體系以將社會的變遷視為值得嚮往的自然發展。個人自由主義、社會流動、與自主勞工等觀念受到重視，與當代經濟發展相互交織。
1830與1840年代的改革者們著重以種種主義來改變生活方式與工作習慣，以求幫助勞工們面對工業化的資本主義社會。其觀點植基於在當時在美國人記憶中依舊鮮明的第二次大覺醒——強調個人自新的新世紀宗教復興——之遺意。
因此，北方的改革運動便沾染上洋基基督新教（Yankee Protestantism）之大覺醒運動的精神特質。在十九世紀末的最後二十五年大行其道的改革主義——雖然包含著種種具衝突性的理想主義——大為注重以內在的自修、自律、與自制來改造人性。而對許多改革者而言，著重於人性的改造代表著，提昇社會道德（具晉升機會、有財產權、與勞務自主）的承諾，這些也被視為美式民主的核心價值。
在1830與1840年代，反蓄奴運動的興起適與傑克遜民主的高峰交會，兩者皆由「反貴族政治」與平等主義精神而獲得鼓舞。反蓄奴者崇尚「勞務自主」；即從事勞務應具誘因而非受威逼；勞務應具技術性與教育性，並有升遷等奬勵；工作可因應市場變化而自由轉換。在這些期望的背後，是當時因經濟結構持續變動而激發出的「勞務自主」等觀念。
在許多改革者眼中，美國南方的奴隸主與北方的愛爾蘭工人階級兩類人不符其生產力、信仰、冷靜、儉約、自強、自制等價值觀。當時的改革者一般會將北方窮困的勞工、醉鬼、與罪犯等所遭遇的困境歸罪於其自身：生活窮困，是因為把薪水都花在酒精上，或是因為無法抑制性衝動以致生出太多小孩，而非因為其微薄的薪資僅足餬口。當時的改革者從而關注於協助計酬工人適應產業要求，而非質疑產業本身。
當時的廢奴主義者們，對於改革的時機與改革運動所領導的勞務自主，都具有共同的熱忱。因為源起於自強、工業化、儉約等信條，大多數的廢奴主義者——其中最具影響力者為威廉·羅伊·葛里森——譴責奴隸制度為支配他人的命運與勞動成果，而將自由身定義為不受拘束。在內戰前的改革者眼中，有自制力的人為真正具有人身自由者。
在1830與1840年代中，美國的反奴隸制組織與新興的各個族裔團體，並非基於熱忱以共同集結挑戰計酬勞務體系，而是因為同具美國北方新教的成員基礎。由此可解釋愛爾蘭勞工階級與廢奴主義者間，其後持續數十年的緊張關係。當時唯有少數的改革者遊走於雙方陣營之間，如英裔移民喬治·亨利·伊凡斯（紐約《工人之聲》Workingman's Advocate）的編輯）與當時的烏托邦社會主義者。時常因財產縮水而對大工廠心懷不滿的小技工是這些團體的要角。但居多數的廢奴理想主義者並不重視關懷市郊工人階級的呼籲。主流的廢奴主義者蔑視奴隸主，但罕聞其關懷自主勞工惡劣作業環境的呼聲。舉例來說，就其觀點而言，挨餓的童工只不過是所從事的職業較不理想，或說所處的境地較不高尚。
主流的廢奴主義者通常將熱情傾注於種種對社會有不同願景的改革運動上，如創設監獄與收容所、禁酒、並救濟「值得加以援助的窮人」（其具訴訟手續以與「不值得加以援助的窮人」作區分）。對廢奴主義者與從事相關運動者來說，這些願景須以淨化社會上的罪行來達成。這些罪行包括酗酒、賣淫、無知，以及比這些更應受譴責的，奴隸制度。

### 「自由之土」運動

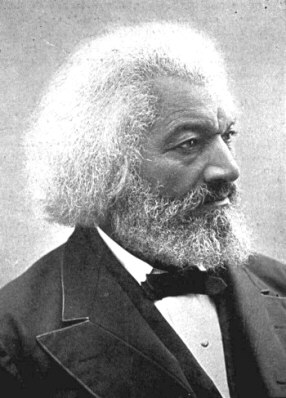
弗雷德里克·道格拉斯指出：「"自由之土"的呼求甚囂塵上，非為將自由延伸至黑人身上，乃是為了保障白人的自由。」

1830與1840年代中，聚集在改革者們身上的設想、品味、與文化共同醞釀了1850年代的政治與意識型態。愛爾蘭勞工階級與德國天主教徒所形成的移民浪潮挑起了輝格黨人與民主黨人的種種反應。白人勞工與農民們害怕數目不斷增多的自由黑人競爭工作機會——又稱懼黑人症——恐懼感持續增長，反應在北方數州所通過具歧視性的黑人條款上。
在西北方，雖然農地租金上漲，自耕農的數目依舊倍於農業勞工與佃農。而且，整個西北好似一個超大型的小鎮。在當地，雖然膨脹的製造體系侵蝕技工與匠人的經濟自主性，其地區性產業主要仍是小型企業。社會的流動性在北方集中於各城市郊區，長期受珍視的觀念如掌握機遇、正派經營、與辛勤工作至少在當時足資轉用於產生勞務自主的意識型態。
在北方具田園風味與小鎮風情之處，因「勞務自主」的性格而成型的社會形象，在現實上卻對應著大規模的階級性。在蒸氣動力輪船、鐵路，與電報等先進的交通設備與通訊器材之驅動下，內戰前二十年的西北方見證了暴漲的人口增長與經濟規模。東北方的勃興則與外銷市場結合，使當地農夫的社會地位提高。鄉村與小鎮——屬於美國共和黨的鐵票區——強力擴張。居民心目中的理想社會為小規模的資本主義，以使白人勞工有機會力爭上游，擁有房產，甚至自己當老板。許多自由之土的支持者主張奴工體系與黑人移居者（在俄勒岡州等地則包含華人移民）應被排除於西部大平原之外，以確保自主的白人勞工之主流地位。
1847年，威爾莫特但書遭到反對，因而促成「自由之土」力量的鞏固。次年，俗稱燒倉派（Barnburners，其反對者譏其手段激烈，猶如為趕出穀倉內的老鼠而燒掉整座穀倉，因而得名）紐約的族裔民主黨員（Radical New York Democrats）、自由黨、與反奴隸制的輝格黨員在八月於紐約州水牛城集會，組成自由之土黨。該黨支持前總統馬丁·凡·勃倫與小查爾斯·弗蘭西斯·亞當斯（Charles Francis Adams, Sr）搭檔競選正副總統；反對將奴隸制度延伸入俄勒岡屬地與墨西哥屬地等前此不在美國版圖內之屬土。
南北雙方對奴隸制度的看法受限於兩方勞工體系中基礎性的歧異，而在文化與意識型態上的堅持使其歧異更是色彩鮮明。艾瑞克·馮納（Eric Foner）在其《自由之土、自主勞務、自由之士》(Free Soil, Free Labor, Free Men, 1970)一書中，走出查爾斯·畢爾德（為1930年代的史學領袖）的經濟決定論。馮納強調勞務自主的理念對北方反奴隸制人士的重要性，指出主張廢奴者的道德觀並不一定就是北方的主流觀感。許多北方人士（包含林肯在內）反對奴隸制度的部分原因在於懼怕黑奴可能散佈到北方以致威脅自主的白人勞工。基於此點，共和黨人與主張廢奴人士在北方可透過廣為宣導「勞務自主」的政策以獲取有力的同情。對關心自身利益的北方人來說，「奴主勢力」(Slave power)觀念的說服力遠高於南方黑奴的悲慘境遇。一如弗雷德里克·道格拉斯所寫，「自由之士的呼求甚囂塵上，非為將自由延伸至黑人身上，乃是為了保障白人的自由。」若說1830年代與1840年代勞務自主的概念有賴於北方社會的轉變，其形成政策則有賴於群眾民主之勃興驅策下的社會變化。1850年代中期，曾長期抑制區域衝突的舊有第二黨體制崩解，於是時機來臨。

### 區域衝突與群眾政治
1850年代，政治人物所活躍的社會中，傳統上於1820年與1850年可抑制區域性衝突的約束——最主要的是穩定的兩黨政治——已因隨著北方的群眾政治所帶來的緊張關係而遭腐蝕。
當時，各政黨對選民的動員達到空前的高峰，如此政策形成美國群眾文化的基本要素。專攻內戰之前時期的史家們同意，美國人參與政治的熱情在1850年代甚於今日。由於中產階級的茁壯，與社會經濟兩者的迅猛成長與變遷，有更多聲音促使群眾參與政治；從而使精明的政客能以關注「奴隸制度擴張至西部的議題」為由動員支持者。在當時，政治活動的主要功能之一是娛樂大眾——充斥著各色人物與集會、遊行等奇景。政治領袖通常成為公眾利益、期待、與價值取向的投射對象。
史家艾倫·倪文斯的著作是一個例子。他撰述過1856年的多場政治集會，出席集會的男男女女來自各處，各約兩萬至五萬不等。唐·佛瑞鮑契（Don E. Fehrenbacher）寫道，1860年時，北方各州的投票率可高達百分之八十四。宗教信仰復興運動於1850年代達到最高峰。歇斯底里式的恐懼與偏執性的猜疑是這時期美國的標誌。1850年代是宣傳者、煽動者、與極端主義份子的樂土。1854年出現了極多的新政黨，包括共和黨、人民黨、反內布拉斯加人組織（Anti-Nebraskaites）、融合黨（Fusionists）、一無所知運動、略識一二黨（Know-Somethings，為反奴隸制的本土化支持者）、緬因州姻親黨（Maine Lawites）、禁酒者黨（Temperance men）、蘭姆酒民主黨（Rum Democrats）、銀灰輝格黨（Silver Gray Whigs）、印度黨（Hindoos）、硬殼民主黨（Hard Shell Democrats）、軟殼黨（Soft Shells）、半殼黨（Half Shells）、與過繼者公民黨（Adopted Citizens）。
同時，在對奴隸制度拓展至美國西部的爭議於五十年代後半成為政策焦點之前，對所謂《奧斯坦德宣言》（提議兼併古巴）的論戰，與遣返逃奴的問題使區域性緊張關係持續不斷。在1850年協議之後，若干北方團體的反蓄奴立場更為激進；且當時南方人開始到北方來追捕逃奴，或指稱在當地居住了數年的非裔美國人原為奴隸。而若干主張廢奴人士公然阻止實行該協議中的法條。1850年的《逃奴法案》(Fugitive Slave Act)常受到有組織的公開對抗。在波士頓——一個因未曾有逃奴遭遣返而聲名遠播的城市——希歐多爾·帕克（Theodore Parker）連同市內其他精英人士於1851年4月在群眾協助下阻攔該法案實施。公然抗命的作法逐城逐鎮的出現。最值得注意的是1851年時的紐約州西拉鳩斯市與1854年於波士頓再度發生者。然而，一如上述，這些爭議未曾引發危機，直到1820年才因密蘇里協議而爆發。協議內潛藏著與之前相同的爭議：各屬土內的奴隸制度。
出人意料，且值得注意的是，許多南方州於1851年各自舉行憲政會議，考慮拒行聯邦法律並脫離聯邦。南卡羅萊納州更進一步，其議案中甚至沒有「不脫離」的選項，而只有「不在他州無共同行動下脫離」。南方各州的憲政會議中，佔多數的聯邦支持者表決駁回分離案。在密西西比州的集會中，更進一步否定該州有脫離聯邦的權利。對照於日後的發展，這點頗令人關注。距此不到十年，當南卡羅萊納州於1861年倡議分離時，密西西比州是首先跟從的數州之一。

## 西部奴隸制

### 版圖擴充
1850年代，區域衝突再起，導因於與1820年密蘇里協議中相同的爭議：各屬土內的奴隸制度。南北兩方實際上對昭昭天命的信條各自作了不同的詮釋，因而腐蝕了國家主義與全國性的結合力。
1850年代，美國的邊界擴展至愛荷華、明尼蘇達、密蘇里的西界之外，圍繞著美國中央大平原。僅僅一個世代之前，此區尚被稱為美大荒（Great American Desert），且大多數的美國人並不清楚密蘇里河河灣之外有這片廣大的可耕地。於是，此前位居美國國境西北的各州（介於阿帕拉契山脈與密西西比河之間）此時不得不作好準備，讓拓殖者再度西向墾殖。而墨西哥於1848年2月2日被迫簽下瓜达卢佩·伊达戈尔条约，割讓大片土地給美國，更使情況加劇。由於北方的自耕農並不想與奴工競爭，於是新近獲得的西部領土是否應允許實行奴隸制度便引發了爭議。
自韦伯斯特－阿什伯顿条约與墨西哥割讓所得的新領土不僅重新掀起舊有爭議，擾動蓄奴州與自由州在參議院中的均勢，同時也置聯邦政府於區域性緊張關係的衝突中心。墾殖者期望聯邦政府能成大事：在新領土上建立州政府，並移置當地土著（以空出地方給白人）；再加上，在原有各州與位於密西西比河以西的新領土之間，其通訊與運輸很自然地越來越成為問題；於是，拓殖者之長遠利益，成為要求延伸聯邦政府公權力的因素之一。華盛頓不再如過去一般天高皇帝遠，她成為解決地區定位與直接調解區域性衝突所不可少的政治力量。
尤里西斯·格蘭特稱美墨戰爭為「一場以大欺小的不公平戰爭」，且為美國內戰的成因之一：「進佔、分離、與併吞德州是……一場掠奪領土的陰謀，使可於美利堅聯邦內建立蓄奴州。」

### 堪薩斯─內布拉斯加法案
鐵路運輸於1840年代興起，擁護政府補助獎勵交通運輸者遂得到額外的支持。史蒂芬·道格拉斯提出堪薩斯-內布拉斯加法案，企圖建立輻湊於其家鄉伊利諾州的鐵路網。道格拉斯——與整個密西西比河谷居民——很自然想要在自己的地盤上擁有鐵路，以使芝加哥在通往太平洋岸的交通線上成為大站。為取得南方的支持，堪薩斯-內布拉斯加法案提出人民主權論，認為應該由各新領土上的議會來決定「一切與奴隸制度相關的問題」，其效力及於撤銷密蘇里協議。在貫洲鐵路理念在國會獲得支持的同時，它也很快的捲入地區本位主義之中。
比在國會內反對堪薩斯-內布拉斯加法案，更重要的是必須確定北方各州輿情對其進行抵制。因其效力及於撤銷密蘇里協議——一個許多北方人篤信其神聖崇高，幾乎當成憲法條款的法案——美國國會史上或許沒有另一件議案有如此大量而迅速、全面、凶兆般的更動。然而，在法案提出的首月，輿論出乎意料沉默，以致無法預示出情況的嚴重性。由於當時北方的報紙忽略其內情，共和黨領袖們悲嘆著民意之缺乏反應。
民意的反應最終還是來臨，但須由意見領袖來激發。沙蒙·蔡斯的「獨立民主黨人呼籲」大幅度喚醒公意。在紐約，威廉·席瓦德因為各方缺乏協同行動而終於挺身而出，成立少見的反對內布拉斯加法案的組織。「國家紀元」（National Era）、「紐約論壇」等報紙，與地區性的自由之土小報，隨即譴責該法案。

### 共和黨成立
由於眾所周知北方的社會資源超出南方，以及勸說南方雄心大展，將奴隸制度的力量拓展至現有範圍之外的意見高漲，因此北方人所接受的觀點為：在共和黨具優勢的情況下，製造適當的衝突。共和黨在成立後的六年內便奪下白宮寶座。該黨聽取邊疆民意對「自由之土」的情緒性爭執，建立連貫的意識形態主旨，在南方與發展迅速的北方之間的區域性不滿上，與民主黨領袖相互競爭。
共和黨的力量自堪薩斯─內布拉斯加提案之相關立法爭議中增長。當北方抵制該案的民意成形後，共和黨領袖轉而促進其他的政治重整。亨利·威爾遜宣稱輝格黨已死，並矢言反對任何復興該黨之作為。荷利斯·格里利的論壇呼籲成立新的北方黨。而班傑明·韋德（Benjamin Wade）、賽門·蔡斯、查爾斯·桑諾（Charles Sumner）與其他人明白表示出聯邦對內布拉斯加提案的反對態度。論壇的甘瑪利爾·貝利（Gamaliel Bailey）於五月與反奴隸制的輝格黨員以及民主黨國會議員們召開政黨地方會議。
三十多名內布拉斯加提案的反對者在1854年2月28日於威斯康辛Ripon公理教會（Ripon Wisconsin Congregational Church）舉行的會議中，呼籲成立新政黨，並提議以「共和」為名（以使其理想與獨立宣言相結合）。1854年夏季，這些創黨元老也成為共和黨得於北方數州成立的要角。在保守人士連同許多中間份子僅僅滿足於籲求恢復密蘇里協議或禁絕拓展奴隸制度之際，激進人士則鼓吹撤銷1850年的逃奴法（Fugitive Slave Laws）並立即廢止蓄奴州的奴隸制度。「激進人士」一詞當時也用於反對1850年協議者。該法案將奴隸制度延伸至新領土上。
若無後見之明，美國於1854年的選舉看來像是一無所知主義的大勝，而非反蓄奴者；當時天主教移民的問題取代反奴隸制度成為訴諸民意的爭議點。以費城的例子而言，一無所知運動成員道格拉斯以超過八千票的多數取得市長職位後，儘管他隨即對堪薩斯─內布拉斯加提案有不同的意見，道格拉斯成為一無所知運動的代言人，而非其政策危及民主黨的共和黨人。
建黨之後，隨著共和黨員自稱為「勞務自主」的政黨，該黨在中產階級間獲得支持而聲勢大起，卻未能吸引領取終身俸者與失業者。黨員們所讚頌之勞務自主的優越性，只不過反映出數百萬「已得自主」者的經驗，或另外數百萬人的期待。美國共和黨員們成為國家主義者、平均主義者、帝國主義者與世界主義者，一如英國之保守黨員。由於不能容忍社會多樣性，黨員們試圖將其價值觀加之於其他團體上——包含溫和派議員與反奴隸制者；而地區性政黨與少數族裔政黨（在美國為民主黨；在英國為自由黨）則籲求文化多元主義與地方自治。
當時尚非「已得自主」者包含愛爾蘭移民：在北方的工廠作業員中佔一大部分，且持繼增長。共和黨員的願景為有條理的自由，在他們眼中，天主教藍領階級缺乏自制、節慾與冷靜等基礎。黨員們堅持，接受教育、信仰宗教、辛勤工作——即新教倫理（Protestant ethic）之價值觀——與支持共和黨之間彼此高度相關。「在將學校當成麻煩製造者之處，在信仰不受尊重且懶人與浪費者作主之處，」支持共和黨的《芝加哥民主報》（Chicago Democratic Press）編輯在詹姆斯·布坎南於1856年美國總統大選中打敗約翰·福瑞蒙特（約翰·弗里蒙特）後寫道，「布坎南在這種地方獲得最堅實的支持。」
當時的美國社會遭關於種族宗教、社會經濟與文化上的各種斷層所貫穿，且逐漸發展為地域性斷裂、北方新教（Yankee Protestants）與浮現的工業資本主義兩者間利害關係的傾軋、以及逐漸昇高的美國國家主義與南方奴主利益攸關者之間的對抗。例如頗受稱頌的史家唐·法瑞貝契（Don E. Fehrenbacher）在其《偉人之序曲─1850年代的林肯》（Prelude to Greatness, Lincoln in the 1850s）一書中，記載著伊利諾州奴何自外於國家的政治活動，書中指出投票行為受在地居民行為模式影響。當時南方墾殖者的居住區為民主黨鐵票區，而新英格蘭墾殖者的地區則堅定支持共和黨。再加上，眾所周知位於邊疆的鄉村帶其政治立場溫和，利於勞務自主與自由之土等議題發生影響。
其後兩年間的「堪薩斯內戰」事件，擄獲被堪薩斯─內布拉斯加法案等事件所激發的群眾熱情。來自北方的墾殖者受新聞媒體與論壇以及強力宣傳廢奴的組織所影響。他們通常收受諸如來自新英格蘭移居者協助公司（New England Emigrant Aid Company）等組織的金融援助；而來自南方的墾殖者通常獲得家鄉社區的捐獻。南方人擁護在其地盤上的憲法權利，並維持有效的政治力量以抵禦「具敵意且有害的立法機構」。
美國中央大平原並不適於種植棉花，知道這一點的南方人之所以主張美國西部開放蓄奴，常見的理由——或許是最常見的——是採礦。巴西是使用奴工採礦最成功的例子。十八世紀中期，米納斯吉拉斯採鑽及附加的探金促使大量的奴隸及奴主自巴西東北的產糖區轉業。美國南方領袖知道這是一樁好買賣，早在1848年雜誌《狄波評論》（DeBow's Review）即已推行此事。

### 「堪薩斯內戰」與56年大選
1855年左右，堪薩斯州內對奴隸制度的爭議之空前激烈緊繃；但當地壓倒性高比例的外來墾殖者僅渴求土地，絲毫不在意當時逐漸浮現的大型公共議題。當地居民多不關心地域衝突或奴隸制度的爭議，州內的緊張關係實始於互不相讓的墾殖者之間的彼此傾軋。當地首批據地安頓下來的墾殖者中，無人擁有自身所據土地之權狀；而後至之墾殖者們又急於佔據新發現的無主可耕地。在來自北方州與來自密蘇里墾殖者們雙方緊繃而激烈的對抗中，僅極少部分具有高尚意識形態，以質疑奴隸制度。實際上，密蘇里州的墾殖者視堪薩斯為自身地盤，將盤據當地的北方墾殖者當成入侵者；而北方墾殖者痛恨密蘇里人未經正當手段便攫取最肥美的土地，貶之為'令人作嘔'的半野蠻人。
然而，1855至1856年間堪薩斯內戰的暴力行為在約翰·布朗─追隨者稱他貫徹上帝意志，摧毀奴隸制度─介入這場混戰後達到意識型態上的高峰。在約翰·布朗刺殺五名支持蓄奴的墾殖者後（即所謂的「波塔瓦托米大屠殺」（Pottawatomie Massacre）），堪薩斯州內掀起數場游擊式的武裝暴亂。除約翰·布朗外，這些參與暴動的持械集團通常只對圈地與劫掠有興趣而已。

國會與全國輿情事後的反應所造成的影響較暴亂本身更為深遠。南北雙方都普遍認為，在堪薩斯所發生的事是一個縮影，反映出對方的積極策劃，責任須由對方承擔。無論這種想法是否完全正確，南北兩方皆堅信不移。「血濺堪薩斯」最終成為區域性衝突的一個象徵。

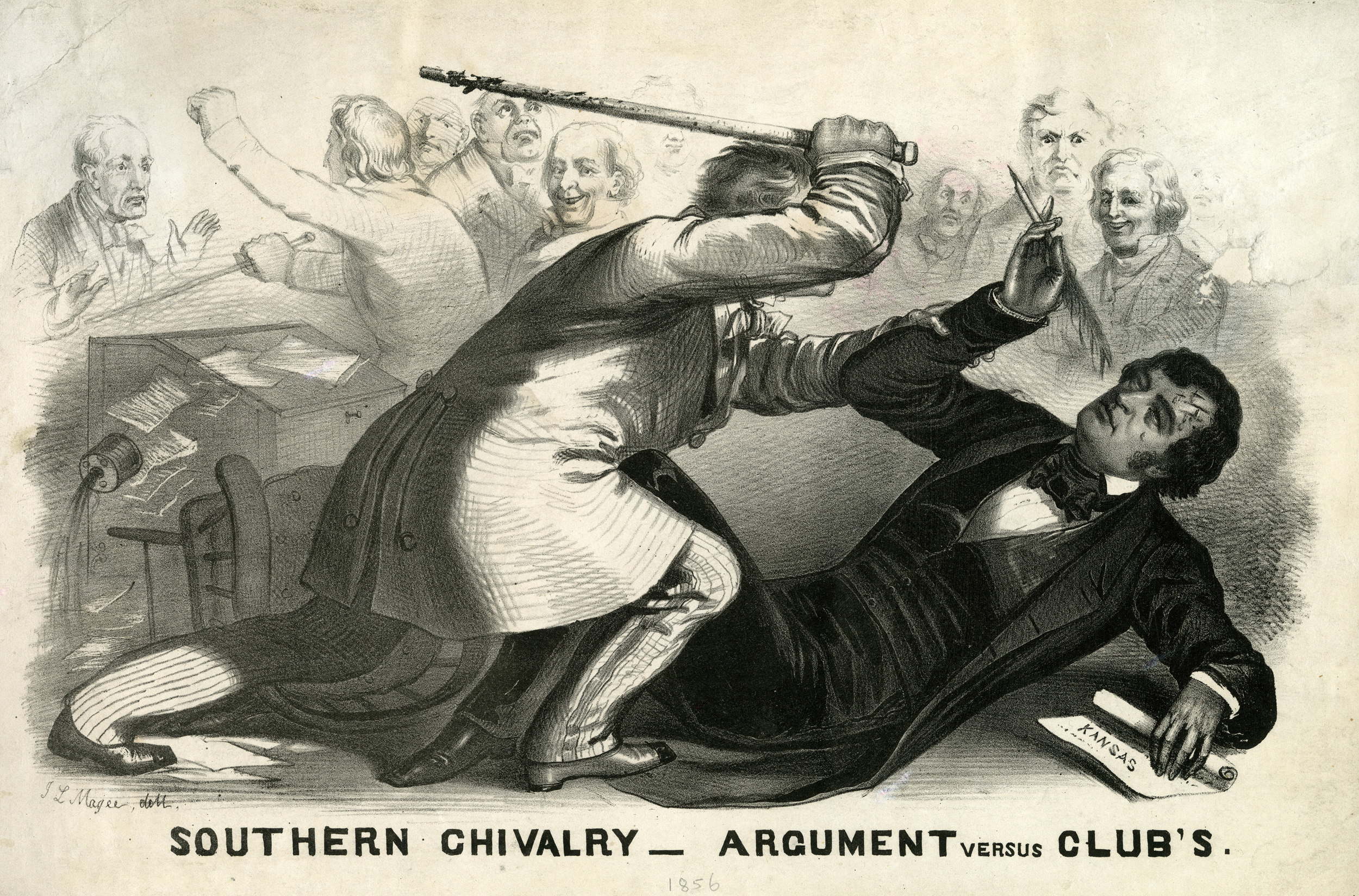
發生在1856年5月22日的一場國會暴力事件：因為反對蓄奴制度而建立的共和黨領導者之一，查爾斯·桑諾在參議院裡被代表南卡羅來納的眾議員普利斯頓·布魯克斯（Preston Brooks）用柺杖攻擊。

在美國東岸報導堪薩斯騷亂的新聞前，華盛頓於五月19與20日間發生一件狂暴而離奇的相關事件。麻薩諸塞州參議員查爾斯·桑諾在參議院內所作名為「反堪薩斯的罪行」（The Crime Against Kansas）的演說中譴責皮爾斯政府與制度性蓄奴，並指名道姓的控訴南卡羅萊州的安祖·巴特勒（Andrew Pickens Butler）參議員─一個與其針鋒相對的奴隸制度辯護者。他在演說中以「性」明指暗諷這位南卡羅萊州的參議員為奴隸制度中的「唐吉訶德」：他「挑個情婦（從娼的奴隸），…，誰見了她都嫌醜，只有他始終覺著可愛；世人眼裡視為墮落者，在其眼中是為貞潔。」因為南方紳士依不成文的規矩須為受辱的家族尊長復仇，桑諾於數日後遭巴特勒的外甥─美國聯邦眾議員普利斯頓·布魯克斯（Preston Brooks）─於近距離內以沉重的手杖作近乎致命的重擊；他因失血過多失去意識，無法回到參議院履行職務長達三年。這位麻州參議員於是成為區域性緊張關係的另一個象徵。在數年間，他在北方成為奴隸制社會行為野蠻的例證。
由於對堪薩斯的事態發展感到憤慨，共和黨─美國史上第一個區域性政黨─深具信心地首次參與總統大選。黨提名人約翰·佛瑞曼（John C. Frémont）一般對新政黨來說是個穩妥的人選─雖然說因為其母為天主教徒，令黨內主張本土化的一無所知運動支持者感到不快─提名一個無參政記錄，卻因曾遠赴極西部而夙負盛名的探險家可令前民主黨人耳目一新。而其他兩位競爭者，威廉·席瓦與沙蒙·蔡斯，相較之下太過激進。
儘管如此，1856年美國總統大選活動中幾乎未提及奴隸制相關爭議─即民主政治與貴族政治的對抗─反而聚焦於堪薩斯的爭執點上。共和黨譴責堪薩斯-內布拉斯加法案及奴隸制度的進一步延伸，而倡議內部改進（internal improvements）計畫以整合反蓄奴的理想主義與北方在經濟上的渴望。這個新政黨迅速的發展出堅強的政黨文化，伴隨一大群活力充沛而有教養的活躍份子，催票入櫃，數目空前。民眾熱情響應。年輕的共和黨員組織「全面覺醒」（Wide Awake）俱樂部，並吟誦口號：「自由之土、自主勞務、自由之士、佛瑞曼！」（Free Soil, Free Labor, Free Men, Frémont!）由於南方吞火者（支持脫離聯邦的激進人士）甚至部份立場溫和人士都揚言一旦佛瑞曼當選便要脫離聯邦，詹姆斯·布坎南因為聯邦整體性前途堪慮而得利。
艾倫·倪文斯在其八卷聯邦體制的嚴酷考驗（Ordeal of the Union）中，論斷美國內戰為一場「無從制止」（irrepressible）的衝突。倪文斯綜合融匯各項相互傾軋的因素，著重於道德、文化、社會、意識型態、政治、與經濟等種種爭議。為能如此，他將對歷史的爭論帶回社會與文化因素的重點上。倪文斯正確的指出，當時南北兩方很快的成為兩種不同的人民。文化差異的根源為奴隸制度之爭；但各自相異的基本前提、品味、與文化也同時令彼此越離越遠。

## 戰前時期的南北雙方

### 結合的力量
戰前有數項因素降低區域衝突，使聯邦體制可勉力面對拒行聯邦法規危機（Nullification Crisis）等事件。其根本的理由是，越來越支持南方，且助其鞏固於聯邦政府中利益的民主黨，當時仍具支配地位。
民主黨當時在美國是多數黨，通常掌握國會、總統職位、司法機構、以及許多州內的官職；該黨並促進南方大農場主與北方民主黨人間的結盟關係。在林肯於1860年美國總統大選橫掃全國前，奴隸主在美國日漸增多的新領土上仍可佔上風，並對國家政策有極大的影響力。
美國的西向擴張，在當時看來好像是1830年代安德魯·傑克森式的土地農業政策（傑佛遜式民主與傑克森式民主）─即低度中央集權並有利於貸方─對亞歷山大·漢彌爾頓式政策的永久勝利。
經濟政策是個例子。南方人為傑克森總統去除第二個美國中央銀行（Bank of the United States）的努力喝采；該央行為亞歷山大·漢彌爾頓於1791年所建，用以提供國債並提升聯邦政府的權力。另一個南方強烈影響力的例子為1833年結束拒行聯邦法規危機的妥協關稅法（Compromise Tariff of 1833）。而且，南方在搖撼司法部門上可能更具力量。1835年，羅傑·坦尼繼任約翰·馬歇爾為美國最高法院大法官。其後約三十年間，坦尼在法庭上確保社會責任向個人產業作政策性傾斜─此即逃奴法（Fugitive Slave Law）的基礎。最後，即使在外交政策上，1847年的威爾莫特但書（Wilmot Proviso）與1854年的奧斯坦德宣言就是南方強大影響力的例子。

### 裂解的力量

#### 抵制聯邦制与法規
幾乎是自開國以來，各州政府與中央政府便持續相互爭奪主管中央的權力，與人民的效忠。例如說，1798年的肯塔基及弗吉尼亚决议案公然反抗客籍法和鎮壓叛亂法；新英格蘭在哈特福特會議中表達反對麥迪遜總統與1812年戰爭；以及退出聯邦。
自約1820年以來，至內戰發生時為止，貿易與關稅在持續撕扯著聯邦的結合力。美國南方幾乎純然為農業與出口導向，極度依賴對外貿易以自歐洲或美國北方輸入大部分的加工製造之所需。反過來說，美國北方內部工業經濟成長，則視對外貿易為競爭者。貿易障礙，尤其是保護性關稅，遭倚賴出口的南方視之為經濟傷害。1828年，美國國會通過保護性關稅以利北方州從事貿易，但卻不利於南方。南方人在口頭上表達對關稅的反對意見記載於南卡羅萊那州說明與抗議（South Carolina Exposition and Protest, 1828）等文件中，以回應令人嫌惡的關稅（Tariff of Abominations）。
在等候四年以待國會撤銷「令人嫌惡的關稅」，而國會於1832年所頒布的新關稅法僅有些許補救措施後，南卡羅萊那州憤怒的回應，在當時導致建國以來最嚴重的分離危機。州內若干好戰人士曾暗示以撤出聯邦作為回應，但該州的州議會領袖約翰·C·卡尔霍恩說服最熱切而激進的關稅反對者採納拒行聯邦法規的宗旨作為應對策略，而非進行實質性脫離。新一屆的南卡羅萊那州議會迅即召集議員當選人召開州內會議。會議中表決通過宣布1828年與1832年的關稅法在州內無效作廢。安德魯·傑克森總統堅定回應「拒行聯邦法規為叛國行為」。他隨即增援位於該州內的各聯邦要塞。
南卡羅萊那州以採行拒行聯邦法條款（Ordinance of Nullification）處理關稅問題，該條款宣佈1828年與1832年的關稅法於州內無效作廢。州議會同時通過法令以落實該條款，包括授權增兵與撥款軍購。對應於南卡羅萊那州的恐嚇性作為，美國國會通過軍力動員法（force bill），而安德魯·傑克森總統於1832年11月派遣七艘軍艦連同艦上官兵進駐查爾斯頓港。12月10日，總統嚴正宣告，禁制拒行聯邦法規者。
1833年，當傑克森的擁護者於國會中制訂「軍力動員法」以授權總統派遣海陸軍行使國會通過的法案後，武力衝突看來確有可能。當時並無他州支持南卡羅萊那州，而州內對於是否與聯邦政府攤牌到底，意見分歧。在亨利·克莱與卡尔霍恩策劃出一套妥協關稅法後，危機解除。其後雙方各自宣稱得勝。在南卡羅萊那州，卡尔霍恩及其支持者宣稱這是拒行聯邦法規者的勝利，他們堅持，是單獨一州的力量迫使關稅法重新修訂；而傑克森的追隨者，認為事態的發展證明了沒有任何一州可藉單獨行動以維護州權。考宏其後運用其影響力建立了南方團結的概念，若僵局再度發生，整個南方可整體運作以抗拒聯邦政府。
同樣的爭議發生於1842年的黑色關稅法（Black Tariff，撤銷1833年的妥協關稅法）上。在1846年的華克關稅法之後，這段期間內的自由貿易減低了隨後可能發生的爭議；直到1860年共和黨制訂貿易保護性質的莫瑞爾關稅法（Morrill Tariff），再度刺激南方的反對關稅者為止。

#### 文化分歧
美國北方自奴隸制度相關爭議所衍生出的勞務自主觀念看似威脅南方的大農莊體制。這種緊張關係的核心為勞務體系之差異。大農莊體制，實際上構成南方的社會組織。1850年，在六百萬的自由民之中只約有350,000位左右的奴隸主─約百分之三十六的白人家庭。在南方自由民的社會中，有效率的社會流動性使南方有更多的自由民期待有一天能擁有奴隸。然而，擁有奴隸的家庭，其比例於1860年下降至約百分之二十五，且奴隸的所有權高度集中於一小部分擁有大多數奴隸的奴隸主們。有百分之七的奴隸主們所擁有的奴隸可能約佔奴隸人口的四分之三。擁有大農莊的精英人士，又稱「奴隸鉅子」們（slave magnates），數量之少可擬之於後世的百萬富翁。窮苦的白人或「犂民百姓」們（"plain folk"，看天吃飯者）身在市場經濟之外。許多擁有數名奴隸的小農或自耕農則處於市場的外圍。
雖然個人利益與奴隸制度切身相關者（如大農場主與奴隸主）僅佔少數，在南方開始步向民主政體時，奴工體制於並不處於內部崩潰的邊緣。自由的南方小農逐漸接受奴隸鉅子的政治領導地位並擁抱歇斯底里的種族主義。他們於是非自願性的成為在美國南方的民主黨重整運動的代理人。而且，即使窮苦的白人或「犂民百姓」通常也與最好鬥的奴隸制辯護者們利害一致。一個例子是，小農依賴當地的農場大亨以使用軋棉機、進入市集通路、養家活口、畜養牲畜、以及借貸。在許多地區，多樣化的社會階層間還有廣佈的親族關係網。郡中最窮苦的人家很可能就是豪門巨室的表親。由此可解釋，為何南方堅持其獨特的體制作為生活方式的根基。許許多多非奴隸擁有者也都抱持著，總有一天能擁有奴隸的希望。
在1850年代，南方的奴隸主們感到在心理上與政治上都被逐步包圍。日漸依賴北方的商品製造、商業服務、與信用貸款；也與繁盛的西北部農業區日漸疏遠。該區當時正面臨著北方日趨增多的勞務自主概念，與廢奴主義者。

#### 为奴隸制辯護
由於對堪薩斯州內事態發展的喧囂抗議在北方聲浪高漲，奴隸制度的辯護者們─其生活方式在全國其他地方被認為過時─轉變為支持奴隸制度的好戰意識型態，成為其於亞伯拉罕·林肯出線後脫離聯邦的根源。
南方人對北方的政治變遷投以刻薄的回應。奴隸主既得利益者尋求外界支持其於新領土上的憲法權，並維持有效的政治力量以抵禦「敵意」且「有害」的立法。
在轉變的背後，是讓奴隸制度在南方經濟中變得空前重要的棉花產業。使其色彩鮮明且升高緊張者，為南北雙方帶著固定意識型態的唇槍舌劍、你來我往。
哈麗特·比徹·斯陀夫人的暢銷書《湯姆叔叔的小屋》（1851年）與廢奴運動（由William Lloyd Garrison於1831年成立「解放者」組織後宣布）的成長，刺激出精心製作的對奴隸制度的智識性辯護。於1859年在約翰·布朗襲擊哈普斯渡口後達到高潮的廢奴運動，聲浪日漸升高（時帶暴力），被視為連串的威脅。而且，在許多南方人的心目中，廢奴主義者企圖煽動諸如1790年代發生於海地，以及三十多年前由奈特·透那所企圖掀起的，黑奴暴亂。
詹姆斯·狄波（James Dunwoody Brownson DeBow）所建立的狄波評論（De Bow's Review）為在南方銷量領先的雜誌，警告農場主階級者關於在經濟上過度倚賴北方的危險。「狄波評論」出現後，成為脫離聯邦的相關意見領袖。雜誌中強調南方在經濟上的弱勢，將其歸因於北方在製造業、運輸業、銀行業、以及國際貿易上的霸權；在聖經章節中斷章取義為奴隸制度背書，並在經濟上、社會上、歷史上、與科學上，將奴隸制度由「必要之惡」推想成具「正面好處」；預示了現代的极權主義想法，尤其是納粹主義。J.H. Van Evrie博士在其《黑人與黑奴：前者為劣等種族：後者為其正當身分》（Negroes and Negro slavery: The First an Inferior Race: The Latter Its Normal Condition）一書中企圖將科學分析應用於書名所示的論點中。
隱而未顯的區域性歧異一下子受刺激成為貶損性的區域印象，其後復成為全面爆發的區域意識型態。在工業化資本主義於北方聲勢大起時，南方的作家則強調其社會中重視（但通常未曾實行）貴族政治的持點：禮貌、優雅、騎士風度、生活步調緩慢而有規律，且有餘暇。由此而支撐其奴隸制度較工業化勞工制度下的社會更人性化的論點。喬治·費茲修無疑是此論點最具影響力的辯士。在其《全都是食人族！》（Cannibals All!）一文中，費茲修論斷自由社會中的勞資對抗將產生「強盜貴族」與「窮鬼奴隸」，而奴隸制社會可避免此種對抗。他呼籲奴役北方的工廠作業員以救助他們。南方人含沙射影北方薪資工人被此種工作條件束縛終生，遭亞伯拉罕·林肯所反駁。而對自由之土的支持者而言，一個由奴隸制度根深柢固維持特權階級的靜態社會─即其對南方的刻板印象─是絕對要反對的事情之一。

## 政黨體系崩解

### 史考特案的重壓與萊康普頓憲法

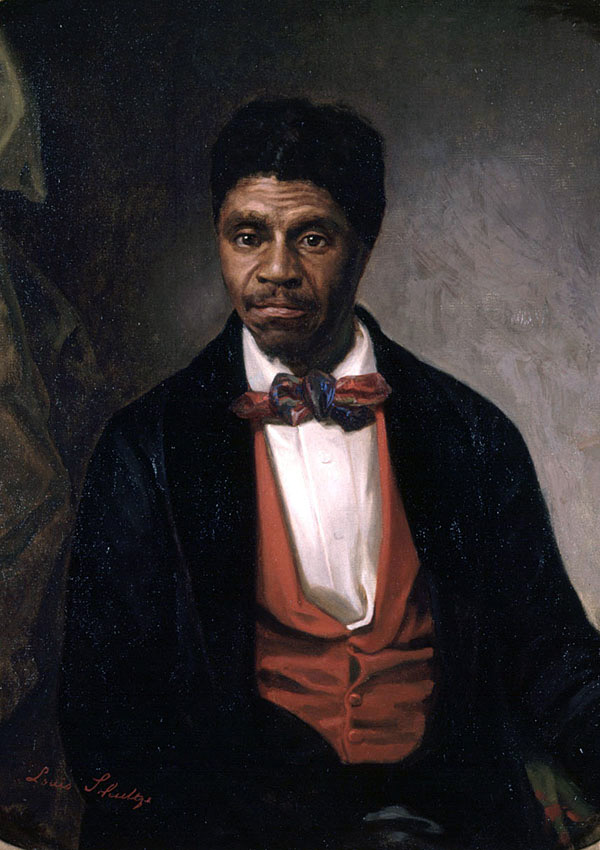
黑奴德雷德·史考特

美國於內戰爆發之前，國內兩黨體制的穩定性向來有助於結合。舊式的政黨體制在全國各處開展地方派系與政治精英人脈之間的聯繫與結盟，並確保分裂性的爭議不致發生。美國的制度性結構本可妥善處理區域間的麻煩與爭端。早在1850年代之前，在奴隸制度推展至西部的爭議上，美國已然見識過相關的區域性爭執。導致內戰的不是這些爭執，而是1820年的密蘇里協議與1850年協議。
當工業革命與北方聲勢大振時，支持南方的民主黨在運輸、關稅、教育、與銀行往來的政策上，都逐漸變成阻礙地區進步的樊籬。尤有其者，現代資本主義的發展改變了北方的社會與經濟，相應蓬勃發展的群眾民主腐蝕了舊式第二黨體制的穩定性。區域意識型態在1856年之後日趨尖刻，而在激進共和黨人以傳單、演講、與報紙文章的協助鼓吹之下，持續成長中的群眾民主開始容許尖刻的意識型態成為政策。區域性緊張關係——社會菁英曾一度漠不關心——在當時逐漸沾染上自由之土與勞務自主的群眾意識形態。甚至連憲法都變成分裂的根源。1857年，最高法院在德雷德史考特訴桑福德案 一案中的裁決凸顯了憲法的曖昧性，因而腐蝕了受國家主義所尊崇的憲法所能賦予的結合力。
雖說以政策規範區域利益均勢的必要機制已受高度侵蝕，修正主義式史家，如藍道（Randall）與卡拉文（Craven）曾論斷，美國若由一整個世代更有能力的政治人物所領導，則回歸正軌不無可能。最值得注意的是，1858年在對萊康普頓憲法（Lecompton constitution）的論戰上，為保守溫和派的共和黨人與反行政部門的南方人間提供了結盟的最佳機會。

### 共和黨人與反政府民主黨人
詹姆斯·布坎南總統決定敦促國會依萊康普頓憲法承認堪薩斯為蓄奴州以結束州內的動盪情勢。然而，堪薩斯州以超出一萬多票的多數民意重重排拒這條憲法─至少正反雙方的評價都認為這是一場大騙局。在布坎南以總統職權強行達成目的時，他更加激怒共和黨以及自身所屬政黨的黨內盟友。道格拉斯派與行政部門因而關係破裂，視此事為曲解人民主權的原則，即堪薩斯-內布拉斯加法案的根基。全國的保守派因深覺州權受侵犯而被激怒。即使在南方，邊境州內的前輝格黨員與一無所知運動者－最受注意者為約翰·貝爾（田納西政治人物，後為1860年總統大選參選人之一）及約翰·克里坦登（John J. Crittenden，區域性論戰之主要人物）─也敦促共和黨反對行政部門的措施，並應主張未設州政府的地區有權接受或拒絕獨立主權。
隨著民主黨內部裂痕加深，溫和派的共和黨人主張與民主黨內反行政部門的勢力─尤其是史蒂芬·A·道格拉斯─結盟以於1860年美國總統大選中取得關鍵性優勢。若干共和黨觀察家視因萊康普頓憲法所掀起的論戰為削弱民主黨於各邊境州所獲支持的良機，佛瑞曼在這些地區僅獲得到極少的支持。各邊境州過去經常以支持北方為基礎，抨擊輝格黨人，且並未威脅脫離聯邦。
此種策略的支持者之一為紐約時報。該報呼籲共和黨對反對人民主權政策輕描淡寫以利於達成所謂「再無更多蓄奴州」的妥協性政策，來平息區域性緊張關係。時報認為共和黨為了能於1860年大選中競爭，須擴大其支持基礎以吸納為任何理由反對布坎南執政的選票。
日益增長的反民主黨執政的勢力間，其相互結盟實際上遭受強大壓力。但這樣的聯盟並非新奇的概念，更在其後於實質上將共和黨轉變為國家主義、保守性、聯合性的政黨。這實為輝格黨之餘緒。
然而，共和黨領袖們峻拒更動政黨對奴隸制度的立場；1858年全體九十二名共和黨國會議員表決支持克里特登─蒙哥馬利法案（Crittenden-Montgomery bill）時，共和黨領袖們認為他們放棄原則，表示駭異。雖然這個妥協性的議案阻止堪薩斯以蓄奴州地位加入聯邦，由於其訴諸人民主權而非直接反對奴隸制度的擴張，因而令黨內領袖深感不安。
最後，克里特登－蒙哥馬利法案並未打造出共和黨、南方邊境州中的前輝格黨員、與北方民主黨員等反執政者間的大結合，反而僅止於將民主黨沿著南北界線分裂成兩半。布坎南殫精竭慮想要再度掌控所屬政黨，因而訴諸冷酷無情的鞭策。反萊康普頓憲法的民主黨人抱怨，支持奴隸制度的新考驗已然衝擊政黨。然而，道格拉斯派反對向行政系統的壓力讓步。一如投向共和黨的反堪薩斯法案的民主黨人，道格拉斯派堅持他們，而非行政系統，博得北方民主黨人的支持。
由於南方大農場主見其對行政、立法、司法機關的束縛力日漸降低；也由於南方民主黨人透過民主黨內的北方盟友在許多北方州運用權力手法漸趨困難，區域內的極端性觀點戲劇性強化。

### 共和黨构成
儘管在1856年美國總統大選中大敗，共和黨領袖們體認到，即使他們只能吸引北方的選票，僅需再多贏得兩州，如賓夕法尼亞州與伊利諾州，共和黨即可於1860年的總統大選中獲勝。
當民主黨陷入內鬥時，共和黨領袖們則努力使黨提名人持續聚焦於西部奴隸制度的議題上，使他們能動員大批民意支持。蔡斯在寫給桑諾的信中提到，若黨內保守派得勢，可能有必要重建自由之土黨；許多共和黨人於爭辯奴隸制度相關的政經議題時，趨向於避免作出道德攻擊，蔡斯對此特別感到不安。
至當時為止，對於西部奴隸制度議題的論戰，並未達成任何固定的看法。不但向來約制區域衝突的機制已遭北方的公眾政策與群眾民主迅速侵蝕；南方的激進民主黨人與北方的激進共和黨人一個巴掌拍不響，雙方都使得區域衝突不斷成為政策論戰的核心。
其實，早在1840年代，威廉席瓦德便預想到這種可能性。其時民主黨尚為多數黨，掌控國會，總統職位，以及許多州的州內公職。在當時，奴隸主們在政府體制結構與政黨體系下，於美國不斷取得的新領土上得佔優勢，且儲備對國家政策的重大影響力。對於民主黨領袖們不願反對蓄奴的立場，以及該黨日漸支持南方的態度，群眾的不滿漸增。席瓦因而認為，高調吹捧民主是新政黨對付民主黨一黨獨大的唯一可行方法；輝格黨基於相同的理由，以反對奴隸制度作為黨綱。再一次，對於人口日增的北方民意來說，南方的奴工體制越來越抵觸理想的美式民主。
共和黨人相信「奴主勢力陰謀」（"the Slave Power Conspiracy"）攫取聯邦政府的控制權並依已意歪曲憲法。「奴主勢力」的概念使共和黨內的席瓦德之流，得以訴諸反對貴族政治達成其長期希望的政策聯合。奴隸制度對北方勞務自主以及民主價值造成威脅的概念，與反對奴隸制度的種種舊有爭議相融合，使共和黨人得以切入北方的社會核心思想─平等主義。
職是之故，1860年美國總統大選期間，共和黨大會甚至推出「正直的亞伯」（"Honest Abe"）作為政策代表，再三稱他為「勞工之子」與「邊民之後」，具體表現北方如何回報「正直的產業及辛勤的工作」。雖然林肯曾為輝格黨員，共和黨內的「全面覺醒派」以複製他曾砍劈過的欄杆來提醒選民其卑微出身。
幾乎在北方的每一州，都有政黨組織者企圖讓共和黨候選人，或各個反內布拉斯加提案運動聯合推舉的人士，出現在1854年的選票上。公眾受自由之土等議題所激勵，抗議與責難噴湧而出，其力量足以達成前此各個設定的目標。保守人士無從確定各個提名人選對南方而言都夠溫和，不會因而鼓動南方各州於1860年脫離聯邦。在激進份子掌控新成立的黨組織的地區，廣泛的激進性規劃成為政黨政策。在1856年共和黨發展為全國性組織時，激進人士舉足輕重；一如其於1854年夏，共和黨成立時所佔的份量。共和黨在紐約州、麻塞諸塞州、與伊利諾州等地的政黨大會上認可激進的政綱；在威斯康辛、密西根、緬因、與佛蒙特等州通過的政綱則呼籲政府與奴隸制度一刀兩斷；在賓夕法尼亞州、明尼蘇答州、與麻塞諸塞州等激進人士具高度影響力的地區，其政綱則要求廢止逃奴法，且再不能有新的蓄奴州。
保守人士於1860年共和黨在芝加哥所舉行的美國總統提名大會上，成功的阻擋對威廉·席瓦德的提名，他早有激進之名（但於1860年遭荷瑞斯·葛里利批評為過份溫和）。其他早期入黨或身為創黨元老的候選人由於曾反對輝格黨而在黨代表中樹敵太眾；林肯自第三輪投票中勝出。然而，保守人士無從復用「輝格主義」（"Whiggery"，即美國輝格黨之理論與學說；或譯民權主義）。大會提出的奴隸制度解決方案略同於1856年所提出者，但改用較不激進的詞句。次月，甚至連湯姆·尤英（Tom Ewing）與愛德華·貝克（Edward Baker）等保守人士也接受黨綱中「自由公民權為國土之正常狀態」等用詞。普遍來說，共和黨的組織者們有效地左右共和黨官式政策之走向。
於是，南方的蓄奴既得利益者們所不願面對的局面可能成真：共和黨籍的總統、以及新成立的自由州加入聯邦將改變南北均勢。對許多南方人而言，萊康普頓憲法轟轟烈烈的失敗是更多自由州即將加入聯邦的惡兆。自密蘇里協議的年代起，南方便殫精竭慮尋求維持蓄奴州與自由州在全國範疇與在參議院中勢均力敵。自前一個蓄奴州於1845年獲允成立後，聯邦已加入五個自由州。延續傳統均勢的可能性已越來越不可能。

## 聯邦政策的地区冲突

### 背景
自亞歷山大·漢彌爾頓與托马斯·杰斐逊相互對抗的時代起，雙方基於銀行業務、貿易往來、土地讓渡與內部改良等事項，在農業、都市、與金融等各種利益上已然相持不下。在1920年代之前，各方將這場鬥爭視為無從抑制的經濟衝突，而非道德衝突，這一點在相關的歷史文獻上有完整記載。
查爾斯·畢爾德與瑪麗·畢爾德（Mary Beard）於《美國文明之勃興》（The Rise of American Civilization , 1927）一書中論斷，奴隸制度不但是經濟體系（如勞務制度），更是社會文化體系。畢爾德，以及《美式資本主義的勝利：十九世紀末美國歷史上的發展力量》（The Triumph of American Capitalism: The Development of Forces in American History to the End of the Nineteenth Century ,1940）一書作者路易斯·哈克（Louis Hacker），引述了東北方的金融、製造、商業各方面與農業南方之間，為保護自身利益而競相操控聯邦政府所導致的內因性衝突。據當時的經濟決定論者的說法，奴隸制度與州權的爭議不過是煙幕。
所謂的畢爾德─哈克之說並不為近代的史學家接受，但其經濟決定論對後繼的歷史學者影響甚鉅。雷蒙度·魯拉提（Raimondo Luraghi）等現代的理論家論斷，在工業革命全球性擴展時，連串的農業與前資本主義等「反動」社會自義大利到美國南方以至於印度，遍及天下。魯拉提將資本主義的全球性發展與美國的反蓄奴運動相連結，置美國內戰於十九世紀時，普遍革除非自主勞務（unfree labour）體制的整體情境中：從西半球的奴隸制度，到帝俄的農奴制度（Russian serfdom）以至於奧匈帝國的「機械般的工作者」（robot）。
然而，巴林頓·摩爾在《獨裁與民主的社會根源》（Social Origins of Dictatorship and Democracy, 1966）一書中並不同意此說。他論斷，衝突或是妥協，端賴於特定時期中整體的歷史條件。以其對於歷史架構的比較研究為基礎，摩爾著重於近代若干特定社會中，身為地主的貴族如何維持其政經力量。依此說法，可聯想至德國歷史。為了在國家的貴族地主與興起的中產階級之間達成一致性，德國的政治與經濟有所連結。不同於美國南方農場主階級的是，普魯士十九世紀的特權階級（容克）在德國總理俾斯麥的監護之下，釋出其權勢所及的自耕農並與部份大型產業形成聯盟。這些產業樂於接受特權階級的協助，以使地方上的產業工會與社會主義者受家長政治的抑制。職是之故，在非自主性勞工為基礎的貴族社會，與勃興的工業資本主義之間，必定要有某種特殊的歷史情境存在，才能阻礙兩者達成一致性。不同於德國的是，美國北方的資本家─至少比較性地說─得以與全國社會中的其他各團體結盟。

### 57年金融恐慌
1857年金融大恐慌與導致這場大恐慌的財政拮据強化共和黨力量，也加劇區域緊張關係。在金融恐慌發生之前，經濟在相應的低關稅之下得以強力增長，於是全國大多致力於成長與繁榮，不計其他。例如說，自1850年協議成立至提出堪薩斯-內布拉斯加法案的數年之間，區域性衝突減輕很多。
然而，在成長與繁榮的背後，鋼鐵業與紡織業自1850年後開始面對逐年加劇的嚴重困難。在1854年，世界鋼鐵市場中的鋼材過剩；鋼鐵價格下降，迫使美國美國多家工廠停工。不久之後，西部農夫成為受創的一群；克里米亞戰爭原本支撐美國糧食輸出的需求，但戰爭於1856年結束後，對食物的需求滑落，導致糧食價格遽降。
西部的農夫與北方的工人將這波大蕭條歸咎於南方所控制民主黨主政下的低關稅經濟政策所致，但至少在這場大恐慌剛開始，經濟蕭條隱而未顯時，不僅南方人猜疑北方的銀行貿易業務，西部人也同樣有著深切的疑慮。由於對貸款的利息支出成螺旋式不斷加劇，許多西部的墾殖者因而喪失抵押品贖回權，將土地斷送給令人詛咒的「波士頓財閥」與「紐約放高利貸者」。美國南方因為大恐慌造成的衝擊相對輕微，將北方的商業中心當成笑柄。若干南方評論員視北方製造業窘境為南方經濟體系具優越性的明證。
在蓄奴州與自由州之間的裂痕加深的同時，西部由於其農產品因應東部的需求而改變，因而更加靠向北方。因為「運輸革命」（運河與鐵路）以及通訊設施（特別是電報）的進展不斷提高，西部大量的小麥、玉米及其他主要農產品得以穿過曾經一度難以跨越的阿帕拉契山脈，湧入東北部市場。
然而，高運輸成本使得在西部價值0.7美元的小麥在紐約須以1.2美元售出。高度的不景氣使西部迫切需要聯邦補貼，並在交通運輸（如運河、鐵路以及港口設施）上作內部改善；改進交通運輸可降低經鐵路運送至東部的小麥價格。由於經濟不景氣，企業家們認為，迅速且永久性改善西部的產品市場無比重要，各自耕農因之可直接供應市場並獲取可觀的利潤。
這場大恐慌緩和北方工業家們對人力西向拓殖而導致勞力短缺的憂慮，從而支持自由之地的呼籲─並使南方對局面發展抱持敵意。同時，自由之土的新聞媒體與共和黨又鼓動強烈的民意反應，指出南方大農場主在參議院中的利益代表扼殺1862年自耕農場法（Homestead Bill of 1862）。西部自由之土的報紙經常散發令人疑信參半主張：若自耕農場法得以通過，公有土地的售價會降低，且因此將有某種方法可防止經濟蕭條。
美國的自由之地運動之存在促成國內的勞資結合。而且，因為國家未受到城市無產階級革命，或農民起義的威脅，工業與農業的菁英們缺乏在德國與義大利等國家激勵團結的誘因。北方資本家與西部農業經營者的相互往來，使得南北兩方沒有共同利益促成彼此結合以防止戰爭。
可作比較的是不到十年前，大西洋彼岸的失業者高聲呼求：「吃不飽便起事！」（Breads or leads!）並豎起路障、高舉紅旗─這是史上首次以紅旗代表無產階級─推翻法國第二共和。
1857年大恐慌之後雖然北方出現排隊買麵包的長龍與救濟機構，美國各都市並沒有充塞技工與無套褲漢（即法國大革命時，身處社會底層的勞苦大眾，又譯「不穿馬褲者」），也沒有歐洲式的農民暴動。1857年，在歐洲見證激進運動、工會、與革命策略之興起時，在美國卻是提供免費農場給窮苦東部工人的局面。總而言之，美國利用未開發地區來廣布房產確立早期的競爭性以及資本利已主義。
除了土地爭議之外，經濟拮据增強共和黨提高工業製品關稅以因應經濟蕭條的主張。共和黨宣稱反動的、農業的、封建的南方掌控中央政府，玩弄整個北方的選民。時當民主黨的詹姆斯·诺克斯·波尔克執政，南方選民們自然要為沒水準的1846年華克關稅法負大部分責任。

### 南方的反應
在此同時，許多南方人對送土地給農民的「激進」主張感到不滿，認為會導致送掉的土地「廢奴化」。南方脫離聯邦的意識型態於1857年大恐慌之前已經因為狄波之流得到充分發展，大恐慌使更多棉花鉅子確信他們的成長太依賴東部的金融利益。《民主評論》前編輯湯瑪斯·普瑞提斯·凱特爾（Thomas Prentice Kettell）是1857至1860年間南方另一個夙素盛名的時事評論者。凱特爾在其《南方之富與北方之利》（Southern Wealth and Northern Profits）一書中收集一堆統計數據，顯示南方生產了鉅額財富，而依賴原物料的北方，則吸取南方的資源。他從而論斷，南北不均來自於北方對製造業的壟斷，與其在通訊、運輸、金融、與國際貿易上的霸權。凱特爾的觀念與農本學說（重农主义）可相比擬；該學說認為所有製成品與貿易皆源自土地。巴林顿·摩尔等政治社會學家注意到，這種懷舊的浪漫情懷趨向於在工業發展的地方橫生枝節。
南方對自耕農的敵意給北方與西部農人結盟的良機。在1857年至1858年之間的政治重整後，因共和黨嶄露頭角及其全國各地方支持者的人脈，悄悄產生力量，幾乎所有爭議在當時都會捲入奴隸制度擴展到西部的爭論中。在1854年之前的政黨環境中，在關稅、銀行保險、公地、與對鐵路補貼等問題上，北方與西北方並未利益一致對付南方奴隸主；而如今轉為區域性衝突，尚且牽涉到奴隸制度擴展到西部的問題。
由於共和黨在大蕭條中鞏固實力，蓄奴既得利益者們確信北方對南方的生活方式存有具敵意且積極進行的謀略。南方於是成為極端分離主義者的沃土。
由輝格式性格所驅動在共和黨，其鼓動觀眾激動叫好的競選活動，激起蓄奴州歇斯底里的情緒，與林肯的出線共同加劇分裂的傾向；南方的「呑火者」為共和黨在西部與北方的選民對「奴主勢力陰謀」的想法提供論據。而南方重啟非洲奴隸貿易的新主張顯然不能和緩區域性緊張關係。
自1840年代起，至戰爭爆發前，奴隸的價格穩定升高。而同時的綿花市價卻一如各種典型日用原物料般波動。在1857年大恐慌之後，棉花價格跌落，而奴隸價格持續陡峭上升。次年，在南方商業會議上，阿拉巴馬州的威廉·揚西（William Lowndes Yancey）呼籲重啟非洲奴隸貿易。當中只有中南方（the Upper South）各州因自國內貿易得利，其會議代表反對重啟對其具潛在競爭性的奴隸貿易。這場1858年的會議，儘管有若干保留意見，在結束前仍通過駁回一切不利於奴隸輸入的法律條款。

## 林肯出線

### 1860年大選
最初一開始，紐約州的威廉·亨利·蘇厄德、俄亥俄州的薩蒙·P·蔡斯、與賓夕法尼亞州的賽門·卡美容（Simon Cameron）在共和黨的總統提名戰中鼎足而立。但在1858年和道格拉斯之中獲得名聲的前眾議員林肯，黨內反對者較少，且計謀超出三人。五月十六日，他在伊利諾州芝加哥市舉行的共和黨大會中獲得提名。
民主黨因萊康普頓憲法而分裂，導致南方的「吞火者」反對史蒂芬·A·道格拉斯爭取民主黨總統候選人提名。當北方民主黨員支持道格拉斯時，南方民主黨員則自立門戶推舉約翰·C·布雷肯里奇。南方的農場主階級因而輸掉大多數可操縱全國政策的議案。因著民主黨的一分為二，共和黨提名人面對的是分裂的對手。
令林肯更增優勢的是，邊境州的前輝格黨員早先已組成了憲政聯合黨（Constitutional Union Party），並提名田納西的政治人物約翰·貝爾為總統候選人。於是，各政黨提名人變成在打區域性選戰。林肯與道格拉斯競逐北方的選票，而布雷肯里奇與貝爾競逐南方的選票。
「選你自己一個農場─選你自己一條關稅法」（"Vote yourself a farm-vote yourself a tariff"）是共和黨1860年的競選口號。整體來說，企業界支持農業界（同時也受工人歡迎的）對土地的主張以換取其對高關稅的支持。在公意如此下，1860年共和黨要求投林肯一票的政見招徠「鐵與麥的聯姻」。美國內戰後來被稱為「美國二次革命」。以大尺度看來，自工業革命以來宣洩的新型社會力量支撐了在1860年大選勝出的政權。例如說，在布坎南總統卸任前數天，國會在南方議員集體缺席的情況下，通過莫瑞爾關稅法將稅率回升至1846年的水準。許多南方人將該法案擬之為導致拒行聯邦法規危機的「令人嫌惡的關稅」。

### 南方脫離聯邦
自1850年代中期，共和黨成為美國史上第一個區域性多數黨起，美國政治發展便走到區域衝突的結束階段。雖然南北爭執焦點所在的西部不適於種殖棉花，南方的分離主義者將其政治餘波當作其主導全國性政策的能力劇降的訊息。曾拱衛奴隸體制的民主黨，在內戰前曾被視為支持南方，容許南方在美國日增的新領土上佔有不公平的優勢，並控制全國性政策。但於1850年代中期的選舉人重組後遭重挫。1860年的關鍵性選舉，標誌著民意集體效忠政黨的既有格局徹底改變。亞伯拉罕·林肯的當選，是全國性與地方性利益合縱連橫下，競爭均勢的分水嶺。
大選結果確定後，南卡羅萊那州召開特別會議聲明：「特此，今將南卡羅萊那與其他各州以「美利堅合眾國」為名歸於治下之聯邦茲已瓦解，」（"that the Union now subsisting between South Carolina and other states under the name of the 'United States of America' is hereby dissolved,"）預報另外十個南方州將於1861年5月21日脫離聯邦。由於南方的反對派議員己被驅逐出國會，共和黨並不打算滿足南方本可促成協議的主張。

## 內戰爆發

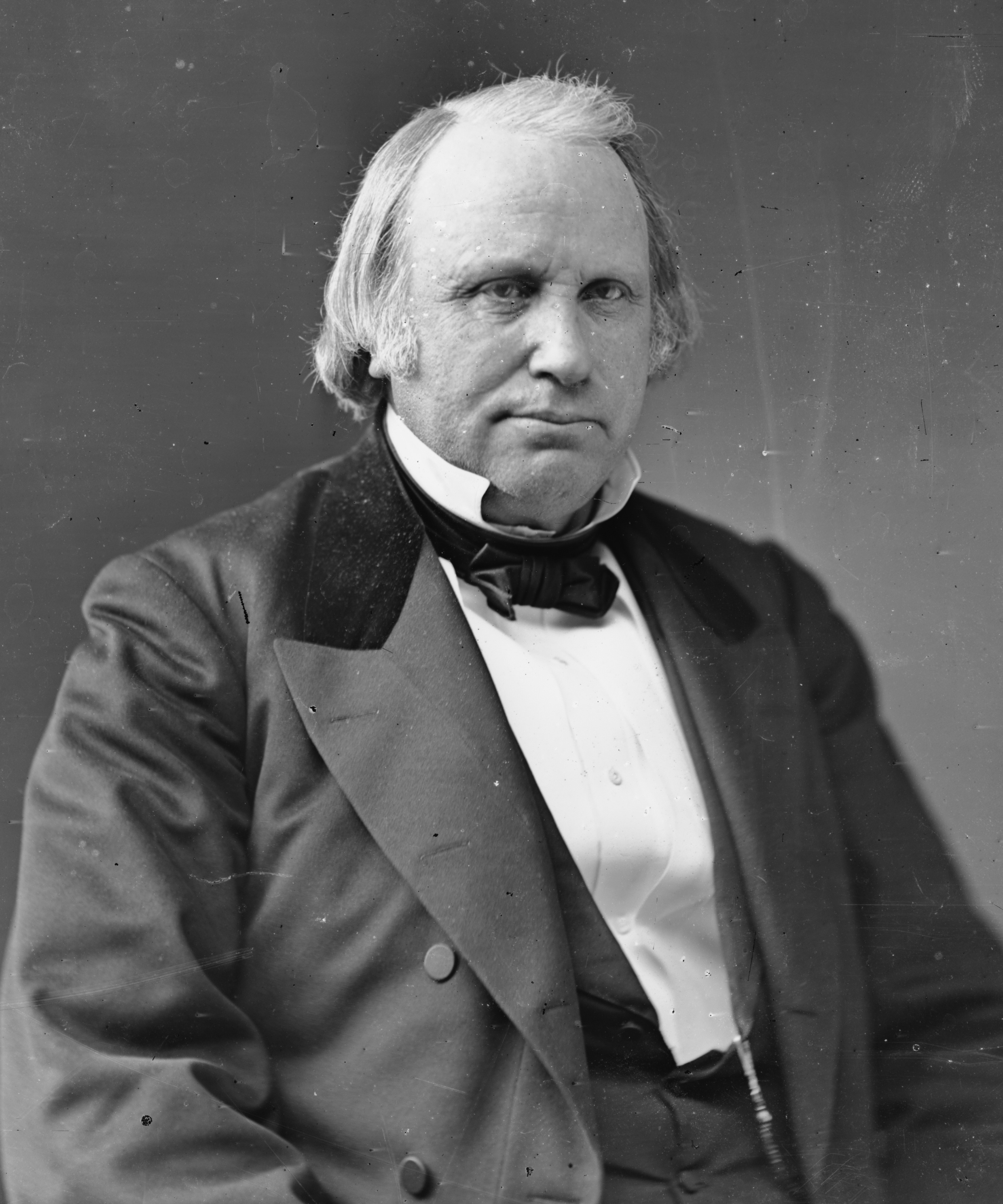
亨利·威爾森，《奴主權勢興衰史》（History of The Rise and Fall of Slave Power, 1872-1877）一書作者

在協議案上的爭端（尤其是林肯拒絕克里坦登協議案（Crittenden Compromise）以及失於確保在1861年批准科溫修正案）開啟內戰史編纂者間持久的論戰。就在戰爭進行中，威廉·席瓦德（William H. Seward）與詹姆斯·布坎南已為這個無從逃避的問題概略爭辯過；其後的歷史學家對此更展開長逾一世紀的辯論。
區域性衝突延燒全國的兩種彼此相左的觀點在戰前即已出現。布坎南相信區域性敵意為偶發，不一定是受自私自利者或狂熱者所煽動。他同時也與共和黨內的「狂熱者」針鋒相對。另一方面，席瓦德相信，持續對立的力量間的相互衝突勢不可免。
衝突無可避免一開始為主流史觀。戰後十年間，內戰史通常反映北方參戰者的觀點。此戰無疑是問罪於南方的道德之戰，衝突的導因為奴隸制度之圖謀。亨利·威爾森的《奴主勢力興衰史》（History of The Rise and Fall of Slave Power, 1872-1877）一書為前述道德說的典型，書中論說北方人為聯邦存續，為反制「奴主勢力」來犯的圖謀而戰。其後，在其七卷的《自1850年協議至內戰的合眾國史》（History of the United States from the Compromise of 1850 to the Civil War, 1893-1900）中，詹姆斯·羅德斯（James Ford Rhodes）視奴隸制度為內戰的核心─差不多就是唯一的─原因。南北雙方在奴隸制度的爭議上到達既無可妥協又無法改變的地步，衝突勢不可免。
但此戰得以避免的觀點於1920年代在史界浮上枱面。當時的「修正主義者」們對衝突的序幕提出新的論據。歷史修正主義者，如詹姆斯·藍道（James G. Randall）與艾弗里·卡拉文（Avery Craven）認為南方的社經體制並未有足以引發戰爭的根本性歧異。藍道歸罪於「躁進世代」領袖們的愚昧言行。他同時也將奴隸制度視為本質上仁慈的體制，卻在十九世紀的潮流中粉碎。另一個歷史修正主義的領袖人物卡拉文，較藍道更著重於奴隸制度，但論點大致相同。在其《內戰的來臨》（The Coming of the Civil War, 1942）一書中，卡拉文論斷奴工的處境並不比北方的工人惡劣多少，奴隸制度已在完全絕跡當中；而承襲自亨利·克莱與丹尼爾·韋伯斯特等偉大的國會政治家們，嫻熟且負責的政治領袖們，本可防止戰爭爆發。克莱與韋伯斯特是美國政治史中，兩位最重要的人物，在十九世紀前半，他們皆以熱烈的愛國情操獻身聯邦，傾向於調和鼎鼐，與1850世代領袖人物的作為可為對比。
另一個可能是，1850年代的政治人物一點也沒有無能到反常的地步。新近的研究，旨在保持歷史修正主義的解釋基礎下，強調政治性煽動的作用（例如南方民主黨與北方共和黨內的政治人物們保持著以區域衝突為政治論戰中心的路線）。大衛赫伯唐納德（David Herbert Donald），生前始終是該領域的史學領袖，他於1960年論說，1850年代的政治人物並不是無能到反常的地步，他們所活躍的社會，其傳統限制在民主的表象下已遭腐蝕的。簡單的說，湊合著維持聯邦體系的持久性兩黨體系，在1850年代終於崩解，因而增強區域性衝突，且無從抑制。
為支持此種解釋，政治社會學家曾指出，民主政治的穩定運作，有賴於各政黨概括結合並代表各種利益；而在各主要政黨具有共同的基本價值觀時，和平解決社會衝突的方案較易佔有一席之地。1850年代之前，第二時期的兩黨體制─民主黨與輝格黨的競爭─符合這種模式，很大一部分原因是因為區域性意識型態與爭議並不涉入政治活動，以維持跨區域政治性結盟的網路。然而，儘管民主黨與輝格黨盡最大努力排拒，1840與1850年代的意識型態仍找出途徑涉入政治體系的中心。而民主黨及輝格黨對內戰調和的分裂及失敗，造就共和黨在今後的美國歷史長期主導美國政局。

## 進階讀物
- Aptheker, Herbert American Negro Slave Revolts（1943）
- Ashworth, John
  - Slavery, Capitalism, and Politics in the Antebellum Republic. Cambridge: Cambridge University Press.（1995）
  - "Free labor, wage labor, and the slave power: republicanism and the Republican party in the 1850s," in Melvyn Stokes and Stephen Conway（eds）, The Market Revolution in America: Social, Political and Religious Expressions, 1800-1880, pp. 128–46. Charlottesville: University of Virginia Press.（1996）
- Beard, Charles, and Mary Beard. The Rise of American Civilization. Two volumes. New York: Macmillan, 1927.
- Craven, Avery
  - The Repressible Conflict, 1830-61（1939）
  - The Coming of the Civil War（1942）
- Donald, David; Randal, J.G., The Civil War and Reconstruction. Boston: D.C. Health and Company, 1961
- Fehrenbacher, Don E. Prelude to Greatness, Lincoln in the 1850s（New York, 1964 ed.）.
- Foner, Eric
  - Free Soil, Free Labor, Free Men: the Ideology of the Republican Party before the Civil War. New York: Oxford University Press.（1970）
  - Politics and Ideology in the Age of the Civil War. New York: Oxford University Press.（1986）
  - "The Causes of the American Civil War: Recent Interpretations and New Directions." In Beyond the Civil War Synthesis: Political Essays of the Civil War Era, edited by Robert P. Swieringa. Westport, Conn.: Greenwood Press, 1975.
- Freehling, William W. The Road to Disunion: Secessionists at Bay, 1776-1854 Oxford University Press, 1991.
- Genovese, Eugene D.（1965）The Political Economy of Slavery: Studies in the Economy and Society of the Slave South. New York: Pantheon.
- Hacker, Louis. The Triumph of American Capitalism: The Development of Forces in American History to the End of the Nineteenth Century. New York: Columbia University Press, 1940.
- Holt, Michael F.（1978）The Political Crisis of the 1850s. New York: Wiley.
- Huston, James L. Calculating the Value of the Union: Slavery, Property Rights, and the Economic Origins of the Civil War. Chapel Hill: University of North Carolina Press, 2003.
- Luraghi, Raimondo, "The Civil War and the Modernization of American Society: Social Structure and Industrial Revolution in the Old South Before and During the War," Civil War History XVIII（Sept. 1972）.
- Marx, Karl and Frederick Engels. "The North American Civil War" and "The Civil War in the United States" pp 57–83 in The Civil War in the United States. by Karl Marx and Frederick Engels. 1961[1861] New York: International Publishers.
- McPherson, James M.
  - Battle Cry of Freedom: The Civil War Era. New York: Oxford University Press, 1988.
  - Ordeal by Fire: the Civil War and Reconstruction. New York: Alfred A. Knopf, Inc., 1982.
- Moore, Barrington. Social Origins of Dictatorship and Democracy. New York: Beacon Press, 1966.
- Moore, Wilbert E., "The Social Framework of Economic Development," in Ralph Braibanti and Joseph J. Spengler, eds., Tradition, Values and Socio-Economic Development（Durham, 1961）.
- Nevins, Allan
  - The Emergence of Lincoln, 2 vols. New York: Scribner's.（1950）
  - Ordeal of the Union（4 vols.: New York: Charles Scribner's Sons, 1950.）, III.
- Potter, David（1976）The Impending Crisis 1848-1861. New York: Harper and Row.
- Randall, J. G.（1945）Lincoln the President: Springfield to Gettysburg, 2 vols. London: Eyre and Spottiswoode.
- Schlesinger, Arthur Jr. "The Causes of the Civil War"（1949）
- Stampp, Kenneth The Peculiar Institution（1956）
- de Tocqueville, Alexis, Democracy in America（Alfred A. Knopf, 1945 [originally 1835 & 1840]）

## 外部連結
- 美國1860年總統大選各州普選支持率
- Tulane course - 美國1860年總統大選相關論述
  - Tulane course - 桑特堡事件相關論述 （页面存档备份，存于）
- Making Two Nations: The Origins of the Civil War，Peter Onuf著，維吉尼亞大學的托马斯·杰斐逊基金會歷史教授。這篇演說發表於2003年，地點為紐約Loudonville的Siena學院。Onuf教授對聯邦主義、國家主義、與美國內戰之導因提出看法。口述歷史 （页面存档备份，存于）。
- The Gilder Lehrman Institute of American History （页面存档备份，存于）
- CivilWar.com （页面存档备份，存于） 各項原始資料，包含各州的脫離聯邦宣言。
- 脫離聯邦宣言
- Alexander H. Stephens' Cornerstone Address
- Alexander Stephens日記之一章，日期為1866年，反映美國內戰之起因
- 1850-51之間各項聯邦憲法性爭議